# 維戈達 (扎列希基區)
48°39′46″N 25°56′3″E / 48.66278°N 25.93417°E
維戈達（烏克蘭語：Вигода），是烏克蘭的村落，位於該國西部捷爾諾波爾州，由喬爾特基夫區負責管轄，始建於1870年，面積1.49平方公里，2001年人口409，人口密度每平方公里274.5人。